# Hotdog
En hotdog er en fødevare der består af en kogt eller ristet pølse, der er anbragt i et pølsebrød. En klassisk dansk hotdog består af en rød kogt pølse, pølsebrød, sennep, ketchup, remoulade, rå og ristet løg og agurkesalat. Verden over findes der mange nationale forskelle i hvordan en hotdog skal laves. I Sverige kan man f.eks. få kartoffelmos på sin hotdog, mens man i Norge bl.a. laver den med rejesalat. I Chile får man en hotdog i en bolle med hakkede tomater, sauerkraut, mast avocado og mayonnaise, mens den i Brasilien kommer i en rulle med korn, parmesanost, revet gulerødder, skinke i skiver og ultratynde pomfritter. Den helt traditionelle amerikanske hotdog er med sennep, brød og syltede agurker.
Danmark fik sin første pølsevogn i 1921, hvor man kunne købe pølser med sennep og et rundstykke eller en bolle til. Pølsevognene var inspireret af tyskerne, som længe havde haft tradition for at servere en pølse eller en hel sild i en midten af en bolle. I 1860'erne tog de tyske emigranter opskriften med til USA, hvor de begyndte at sælge pølser med brød og sauerkraut fra boder. Den ristede hotdog blev opfundet i USA, men udviklede sig gradvist til den hotdog, som vi kender i dag. Pølsevognene, der har udviklet sig og ændret sig en del gennem tiden, havde deres storhedstid i 1960'erne og 1970'erne, hvor der var 700 pølsevogne i Danmark. I 2021 var der omkring 100 pølsevogne tilbage i Danmark. Men siden 1970'erne blev det svært for pølsevognens overlevelse, da der kom flere fastfoodrestauranter.

## Fransk hotdog
En variant, den franske hotdog eller hapsdog er også blevet ret populær i Danmark måske fordi den er lettere at spise uden at spilde, eventuelt mens man laver noget andet med den anden hånd. En fransk hotdog består (oprindeligt) af et halvt flute (den ene ende), hvor man stikker et hul fra skærefladen mod enden, fylder ketchup, dressing eller lignende i og stikker en pølse i til sidst. Den franske hotdog er blevet lanceret flere gange i Danmark i 1970'er og 1980'erne, men det var først i slutningen af 1980'erne, at den fik sin kommercielle succes og store udbredelse. I filmen Olsen-banden over alle bjerge fra 1981 ser man franske hotdogs, da banden er i Paris – på dette tidspunkt var varianten endnu ikke nået til Danmark.
Hapsdoggen, som er en fransk hotdog med et blødt pølsebrød, blev skabt i 1980 i samarbejde mellem brødfabrikanten Paaskebrød, pølsefabrikanten Steff Houlberg og DSB. En fransk hotdog kendes dog i dag som en pølse i et udhulet baguettebrød. Danskeren Charles Rasmussen havde set dette på rejser til både Paris og Oslo, hvor spisen gik under navnet Monte Frank. Derefter drog han i 1984 Jylland rundt for at introducere diverse grillbarer, pølsevogne og cafeterier for Monte Franken, som vi i dag kender som den franske hotdog. Senere hen blev den franske hotdogdressing designet til den franske hotdog. Den har smag af både sennep, karry, bearnaiseessens og krydderier, og findes tilsyneladende kun i Danmark.

## Ordets oprindelse
Det oprindelige ord er fra engelsk, hvor det dog er i to ord, altså hot dog. En del mennesker siger fejlagtigt hotdogs om en hotdog i ental. S'et er grammatisk korrekt som flertalsform på engelsk og bruges også ofte på dansk til at danne flertalsform.
Der findes flere forklaringer på ordets gennemslag, men i den engelsksprogede verden har dog været et synonym for pølse fra sidste del af 1800-tallet, baseret på hentydninger til at der blev anvendt hundekød ved fremstilling af pølser. Da avistegneren Tad Dorgan engang i 1920'erne tegnede ...en munter gøende og temmelig svedig pølse, der ligger og hygger sig i et aflangt brød, kunne han ikke umiddelbart huske hvordan man stavede til dachshund (gravhund) og han skrev i stedet hot dog under tegningen 
I 1909 skrev Johannes V. Jensen i novellesamlingen Lille Ahasverus i fortællingen "Bondefangeren", som foregår i USA, at "disse Pølser har man i Galgenlune kaldt for hot dog, og man vil paastaa, at de logrer i Gryden og er i stand til at sige Vov, naar man sætter Tænder i dem".